# James Shaffer
James Christian "Munky" Shaffer (6. června 1970, Bakersfield, Kalifornie) je americký kytarista.

## Život
James je kytaristou a doprovodným zpěvákem Nu-metalové skupiny Korn. Jeho přezdívka 'Munky' je reakcí na jeho nohy. Velké, jako opičí. Jeho spoluhráč na basu Reginald 'Fieldy' Arvizu má podobně vytvořenou přezdívku.
Je také zakladatelem Emotional Syphon Records. Tato značka je podepsána např. pod skupinami Monster in The Machine nebo Droid.
Jako adoptované dítě měl problémové dětství. Často kradl rodičům alkohol. Jednou v noci, když se snažil tajně dostat na party, uřízl mu řetěz na jeho motorce jeden prst. Při rehabilitaci vyzkoušel hru na kytaru, a už u ní zůstal.
Při studiu na střední škole se potkal s kytaristou Brianem "Head" Welchem, se kterým často hrávali.
Později Welch a Shaffer viděli Jonathana zpívat v baru se skupinou Sexart.
Když viděli jeho výkony, zeptali se ho, jestli by se k nim nepřipojil. (stále L.A.P.D.) Po krátkém čase rozhodování souhlasil.
V polovině 90. let onemocněl meningitidou, kterou prodělal na turné v roce 1997. Okamžitě byl hospitalizován. Korn celé turné zrušili, protože za něj nechtěli nikoho jako náhradu.
15. ledna 2000 se oženil se Stephanii Roush. Spolu mají dceru Carmella Star, je pro něj to nejcennější v životě. Dnes jsou již rozvedení.
16. května 2006 hrál na španělskou nylovou kytaru na Fieldyho svatbě. V žertu řekl: "Nyní mám konečně něco, na co se můžu spolehnout".
On sám uvádí vliv Steve Vaie a metalových kytaristů 80. let jako je Eddie Van Halen a Randy Rhoads, když se učil hrát. Nyní pracuje na svém sólovém albu.

## Vybavení
James preferuje kytary Ibanez (jeho značka je K7 7-string) a kytarové zesilovače Mesa/Boogie a Diezel. Stejně jako Brian používá mnoho pedálů a efektů, aby zostřil správný Korn zvuk.
Svůj "live pedal board" popisuje jako "vesmírnou loď" díky své velikosti a množství efektů k použití.

### Kytary
- Ibanez APEX1-BBK Munky Signature (2007 Model)
- Ibanez custom K14 guitar (used in the song Alone I Break)
- Ibanez custom RG8 guitar(2007 Ibanez model RG 2228)
- Ibanez custom K7 guitar
- Ibanez custom 7-stringed guitars
- Ibanez UV7BK guitar (Steve Vai signature)
- Gibson SG 6-stringed model (Tuned down to drop-A)

### Zesilovače
- Mesa/Boogie
- Diezel
- Line6
- Marshall Amplification

### Efekty
- Boss PS-5 Super Shifter
- Boss RV-3 Digital Reverb/Delay
- Digitech XP100 Whammy Wah
- Digitech Metal Master
- Dunlop Univibe
- Dunlop Crybaby Wah
- Electro-Harmonix Big Muff π
- Ibanez DE7 Delay/Echo
- Prescription Electronics Depth Charge
- Rocktron Banshee Talk Box
- Electro-Harmonix Small Stone Phaser